# GoodNites
GoodNites (DryNites) est une marque commerciale de sous-vêtements absorbants jetables produits par Kimberly Clark (ou plus communément appelés couche-culotte). Ils sont conçus principalement pour les enfants et les adolescents de 3 à 19 ans qui souffrent d'énurésie.
Les couches furent introduites sur le marché en 1994. Elles sont vendues sous la marque GoodNites en Amérique du Nord, Amérique du Sud, Afrique du Sud et en Asie, et sous la marque commerciale DryNites en Europe et sur le continent australien. Au milieu de l'année 2004, le design des GoodNites fut transformé pour le marché nord-américain avec des coloris spécifiques à chaque sexe qui ressemblent davantage à des sous-vêtements ordinaires. Ces coloris furent introduits dans les DryNites en 2006 avec de légères différences. Les tailles disponibles ont alors également été ramenées de 3 à 2 mais couvrent toujours les enfants et les adolescents de 6 à 16 ans.
En 2014, les tailles disponibles sont ramenées à 3, afin notamment de toucher les plus petits, tout en couvrant toujours les enfants et adolescents (de 3 à 16 ans).

## Tailles
Depuis 2014, les sous-vêtements de nuit DryNites sont commercialisés en 3 tailles différentes en Europe, alors que les GoodNites du marché Nord Américains n'existent qu'en 2 tailles différentes. Chaque taille vient pour garçons et pour filles.
Les couches étant très extensibles, une personne aux mensurations sensiblement supérieures à celles spécifiées ci-dessus (y compris un adulte) pourra aisément entrer dans une DryNites d'une taille inférieure.
En 2024, une quatrième taille est disponible à la vente en Europe, ainsi la gamme de produits s'étend de 3 ans à 19 ans.

## Dessins
Les couleurs des couches DryNites jouent un rôle important dans le cycle commercial du produit. D'abord lancées sous le nom « GoodNites » même en France, elles étaient alors entièrement blanches, avec uniquement une fausse étiquette imprimée en rouge / rose pour indiquer à l'enfant où est l'arrière du produit.
En 2003, la hauteur de la couche a été réduite, pour que la couche soit plus taille basse ; même si encore assez montante. En 2006, les couches deviennent spécifiques à chaque sexe, afin de mieux cerner leur marché. La marque pense alors mieux répondre aux enfants et adolescents ayant besoin de ces produits en proposant non pas une « couche » mais un « sous-vêtement de nuit », ayant l'apparence d'un vrai sous-vêtement. Depuis ce temps, les couleurs des couches n'ont pas cessé de changer, avec des dessins de plus en plus présents et visibles. Les emballages ont suivi les mêmes modifications : de très neutres au départ, ils sont passés aux couleurs spécifiques au sexe (à dominante bleue / verte pour les garçons et rose / violette pour les filles), puis sont devenus plus sobres : emballage blanc, mais avec une photo représentant clairement le public visé par chaque modèle. Voir les tables ci-dessus.

## Concurrence
Les DryNites ont longtemps été seules sur leur marché, notamment les plus grandes tailles. En France, l'un des concurrents de ces tailles de couches est Libéro, avec ses couches pour enfants « Libéro Junior ». Toutefois ces couches s'adressent à un marché légèrement différent, puisqu'il s'agit de changes complets et non de couches de style « Pull-Ups ».
Début 2010, le géant Procter & Gamble introduit un concurrent direct aux DryNites en Europe avec les Pampers UnderJams. Puis les marques de distributeurs proposent aussi des produits sur ce marché, notamment Carrefour, qui propose des couches unisexes, s'adressant exactement aux mêmes poids et âge d'enfants que les DryNites.